# Tronchetto
Tronchetto ili Isola Nuova je umjetni otok u Venecijanskoj laguni, na krajnjem zapadnom dijelu grada.
Otok je izgrađen 1960-ih godina 20. stoljeća nasipavanjem, danas je 
Tronchetto veliki auto terminal i parking. Tronchetto je uz obližnji Piazzale Roma jedini 
dio Venecije koji je dostupan automobilima.
Na otoku se nalaze velika parkitrališta, trajektni terminal za Lido di Venezia i sjedište venecijanskog javnog transportnog poduzeća - Actv.
Na Tronchettu je posljednjih godina izgrađen potpuno novi moderni terminal za prihvat putnika s velikih cruisera People Mover, otvaranje ovog pomorskog kolodvora zakazano je za 19. prosinca 2009.